# 库尔勒沙拐枣
库尔勒沙拐枣（学名：Calligonum kuerlense）是蓼科沙拐枣属的植物，是中国的特有植物。分布于中国大陆的新疆等地，生长于海拔900米的地区，常生于洪积扇下部沙砾质荒漠，目前尚未由人工引种栽培。